# DXD
Digital eXtreme Definition (DXD) — формат цифрового аудіо, початково розроблений компаніями Philips та Merging Technologies для редагування звукозаписів високої чіткості, записаних у форматі Direct Stream Digital (DSD), який використовується у Super Audio CD (SACD). Оскільки однобітний формат DSD, використаний у SACD непридатний для редагування цифрових аудіозаписів, виникає потреба у використанні альтернативних форматів DXD або DSD-Wide на етапі мастерінгу.
На відміну від форматів DSD-Wide або DSD Pure, які забезпечують редагування рівня, частотних характеристик та перехідних ефектів на частоті дискретизації DSD-формату (2.822 МГц), DXD являє собою 24-бітний сигнал PCM (що на 8 біт більше ніж 16 біт, використаних в Red Book CD) з частотою дискретизації 352.8 кГц, що у 8 разів більше ніж 44.1 кГц в Audio CD. Швидкість потоку становить 8.4672 Мб/с на канал, що в тричі більше, ніж у форматі DSD64. DXD також використовує величезний масив плагінів, також доступних для цифрових робочих станцій формату PCM, таких як Cubase, Logic Studio, Digital Performer тощо.
DXD був початково винайдений для робочої станції Merging Pyramix та представлений разом з АЦП/ЦАП Sphynx 2, у 2004 р.. Ця комбінація обладнання передбачала можливість запису та редагування безпосередньо в форматі DXD, а конвертування в DSD відбувалося вже безпосередньо перед записом на SACD. Це стало великою перевагою для користувача, оскільки шум, що утворюється при конвертуванні в DSD, значно зростає на частотах вище 20 кГц, та ще більше шуму додається при зворотному конвертуванні в формат DSD при редагуванні.
На сьогодні формат DXD використовується для розповсюдження звукозаписів високої чіткості у веб-магазинах.